# Калев
Ка́лев (Калева) в карело-финской мифологии — родоначальник карельских, финских богатырей — Вяйнемёйнена, Ильмаринена, Лемминкяйнена, называемых иногда его сыновьями. От его имени происходит название поэтического эпоса Элиаса Лённрота «Калевала». Калевала (фин. Kalevala) — эпическое имя страны, дословно — «место, где живёт Калев».
Ка́лев в эстонской мифологии — легендарный богатырь-великан, основатель державы-княжества на Вирском берегу, отец эстонского национального героя Калевипоэга (эст. Kalevipoeg — сын Калева), главного персонажа одноимённого эстонского национального эпоса «Калевипоэг». Считается, что Сириус — его звезда, созвездие Ориона — меч Калева. Согласно древним сказаниям, Калев похоронен под таллинским холмом То́омпеа (Вышгород), который был образован из огромных каменных валунов, натасканных его женой Линдой, чтобы накрыть могилу умершего мужа. По легенде, из её слёз возникло озеро Юлемисте.
У героя карело-финской мифологии, возможно, имелся реальный исторический прототип. В частности, в древнеанглийской эпической поэме «Видсид», сложенной не позже второй половины IX века, сохранившейся в рукописи XI века, и фактически представляющей собой своеобразный «каталог» народов и их правителей «героического века», упоминается некий Кэлик (Cælic), который, по словам странствовавшего по свету главного героя и возможного автора этого произведения, «правил финнами» (weold Finnum). В любом случае, сам по себе факт упоминания древнеанглийским бардом (скопом) имени финского героя свидетельствует об известности его в раннесредневековой Северной Европе.
Имя Калев широко используется в современной Эстонии.
От имени Калев, возможно, происходит древнее название Таллина на русском языке — Колывань (Kaleven linna), известное по сочинению арабского географа Аль-Идриси (1154 год) и древнерусским и русским письменным источникам (с 1223 года по начало XVIII века). Оно могло образоваться от искажённого эстонского эст. Kalevan — «к Калеву относящийся».

## Происхождение имени
Согласно наиболее распространённой версии (А. Альквист, Э. Н. Сетяля, В. Ланг), прибалтийско-финское имя Kalev было заимствовано из балтского (лит. kalvis, латыш. kalējs) «кузнец» в эпоху интенсивных финско-балтских контактов в 1-м тысячелетии до н. э. По другой гипотезе, слово kalev произошло от существительного kali «сильный, крепкий; дубина». М. Хейккиля (2012) считает имя заимствованием из протоскандинавского *χalewaz, впоследствии давшего др.-сканд. Hlér — одно из имён древнескандинавского морского бога-великана Эгира.